# TaqI
TaqI（タックワン）は、II型の制限酵素の一種である。高度好熱細菌 Thermus aquaticus から1978年に単離された、耐熱性酵素である。

## 作用
遺伝子中の　5'-TCGA-3'　という4塩基配列を認識し、TとCの間に切れ目を入れ、切り口に粘着末端を作り出す。
TaqIの切断パターン
```
 切断前の配列   切断後の配列
 5'-TCGA-3'    5'-T     CGA-3'
 3'-AGCT-5'    3'-AGC   　T-5'
```